# Roope Suomalainen
Roope Samuel Suomalainen (Kotka, 6 de septiembre de 1973) es un deportista finlandés que compitió en vela en la clase Laser. Ganó una medalla de bronce en el Campeonato Europeo de Laser de 1999.

## Palmarés internacional
| \| Campeonato Europeo \| Campeonato Europeo \| Campeonato Europeo \| Campeonato Europeo \| \| Año \| Lugar \| Medalla \| Clase \| \| ------------------ \| -------------------- \| ------------------ \| ------------------ \| \| 1999 \| Helsinki (Finlandia) \| Medalla de bronce \| Laser \| |                      |                   |       |
| Campeonato Europeo |                      |                   |       |
| Año | Lugar                | Medalla           | Clase |
| 1999 | Helsinki (Finlandia) | Medalla de bronce | Laser |